# Stones Throw from Hurtin'
 Stones Throw from Hurtin'  è un brano composto e interpretato dall'artista britannico Elton John; il testo è di Bernie Taupin.

## Il brano
Proveniente dall'album del 1989 Sleeping with the Past (ne costituisce la sesta traccia), si presenta come una traccia di stampo pop. È piuttosto anomala nella discografia eltoniana: il modo di cantare del pianista di Pinner è infatti davvero inusuale per il suo stile. La canzone vede, come per il brano precedente, la presenza di John alle tastiere, Romeo Williams al basso e Jonathan Moffett alla batteria; Guy Babylon suona le tastiere (come il pianista di Pinner), mentre Fred Mandel e Davey Johnstone si cimentano alle chitarre (quest'ultimo è inoltre messo in evidenza ai cori, insieme a Marlena Jeter, Natalie Jackson e Mortonette Jenkins). Il testo di Bernie può essere tradotto come A Un Passo Dal Ferire.

## Formazione
- Elton John: voce, tastiere
- Romeo Williams: basso
- Jonathan Moffett: batteria
- Davey Johnstone: chitarra, cori
- Fred Mandel: chitarra
- Guy Babylon: tastiere
- Marlena Jeter: cori
- Natalie Jackson: cori
- Mortonette Jenkins: cori